# ويليام توماس ميلز
ويليام توماس ميلز هو سياسي كندي، ولد في 1924، وتوفي في 9 أكتوبر 2011. شغل منصب رئيس بلدية كينغستون من 1959 إلى 1964. 
تلقى تعليمه في جامعة كوينز.أدار ميلز متجرا للوازم المكتبية. خدم في سلاح الجو الملكي الكندي خلال الحرب العالمية الثانية.
ترشح ميلز لمنصب رئيس البلدية مرة أخرى في عام 1967، وخسر أمام جورج سبيل. ترشح دون نجاح لمقعد كينغستون في برلمان مقاطعة أونتاريو، وخسر أمام سيل أبس.
في عام 2010، أصيب بنوبة التهاب رئوي تلتها نوبة قلبية في المستشفى.  مات ميلز في منزله في كينغستون في العام التالي.